# GEPetrol

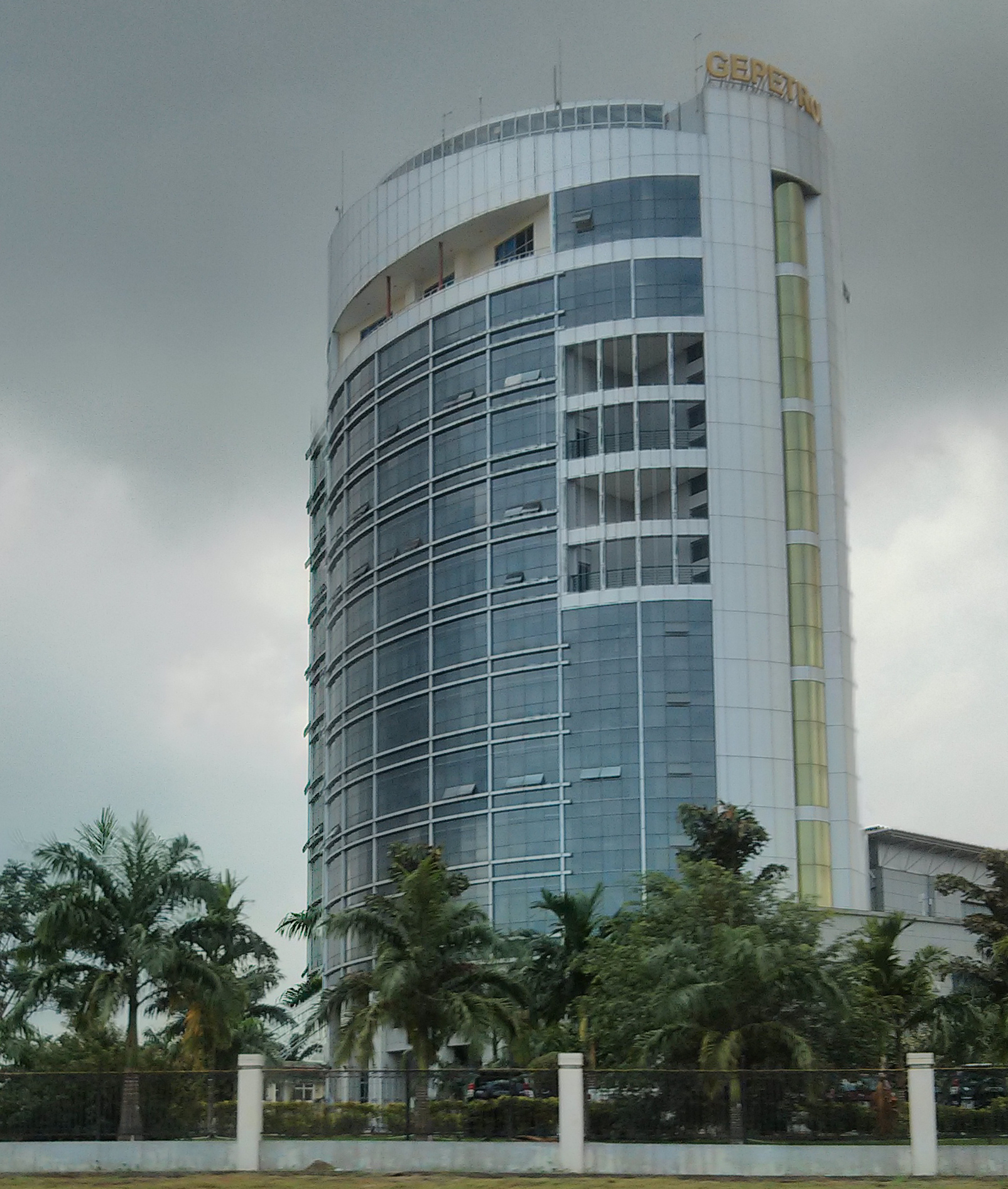
Sede de GEPetrol en Malabo Dos. GEPetrol es la empresa petrolera nacional de Guinea Ecuatorial.

GEPetrol es la empresa petrolera nacional de Guinea Ecuatorial. La empresa fue fundada en 2002 tras la redacción de un decreto presidencial. La empresa depende del Ministerio de Minas, Industria y Energía. El director de GEPetrol es Antonio Oburu Ondo. La empresa mantiene su oficina en Malabo. Una segunda oficina está en Londres.
En octubre de 2017, Kosmos Energy firmó tres contratos de producción compartida con Guinea Ecuatorial para los bloques marinos EG-21, S y W. Según el contrato, Kosmos tendrá una participación del 80% en cada bloque, mientras que una GEPetrol nacional tendrá la participación restante.
En septiembre de 2018, dos exejecutivos petroleros de SBM Offshore fueron condenados a prisión y multados por su participación en un esquema de soborno internacional que involucraba a funcionarios de GEPetrol y varias otras compañías petroleras estatales.